# Lapa dos Pocilgões
A Lapa dos pocilgões é uma caverna a que se tem acesso por um percurso pedestre marcado na área do Parque Natural das Serras de Aire e Candeeiros, junto à aldeia de Cabeço das Pombas (São Bento (Porto de Mós)), cuja principal atracção é a dita "lapa" (caverna ou gruta).
O acesso faz-se pela estrada que liga Amiais de Cima a Porto de Mós.